# Luísa Sonza
Luísa Gerloff Sonza (Tuparendi, 18 de julho de 1998), é uma cantora, compositora e musicista brasileira. Iniciou sua carreira em 2005 ao integrar como vocalista a banda de eventos Sol Maior, e posteriormente criou uma conta no YouTube onde publicava vídeos seus fazendo covers de músicas de outros artistas, o que a fez ficar popular na plataforma, sendo reconhecida como a "Rainha dos Covers".
Em 2017, deu início à sua carreira solo ao assinar um contrato com a Universal Music Brasil e lançou um extended play (EP) auto-intitulado, e após alguns singles avulsos, lançou seu primeiro álbum de estúdio Pandora (2019), que gerou singles de sucesso como "Garupa", "Fazendo Assim" e "Bomba Relógio". Após uma série de acontecimentos em sua vida pessoal, Sonza lançou Doce 22 (2021), de onde saíram canções de impacto nas rádios como "Modo Turbo", "Melhor Sozinha" e "Penhasco". Ambos os álbuns receberam certificados da Pro-Música Brasil (PMB). Em paralelo à sua carreira como cantora, a artista fez participações especiais como atriz em alguns seriados e telenovelas, e foi apresentadora de programas de televisão em algumas ocasiões.
Sonza foi indicada para diversos prêmios durante sua carreira, sendo vencedora de dois Prêmios Multishow de Música Brasileira, um Prêmio Jovem Brasileiro e três MTV Millennial Awards Brasil. Também foi indicada a dois MTV Europe Music Awards como "Melhor Artista Brasileiro" e a um Grammy Latino na categoria de "Grammy Latino de Melhor Álbum Pop Contemporâneo em Língua Portuguesa" por Doce 22. Ela tem sido objeto de escrutínio constante por parte do público em razão de seu trabalho que põe em foco a sexualidade feminina, bem como seus relacionamentos e sua aparência física, tornando-se uma das figuras vítimas da cultura do cancelamento nas redes sociais.

## Biografia e carreira

### 1998–2016: Infância, adolescência e início de carreira
Luísa Gerloff Sonza nasceu em 18 de julho de 1998 em Tuparendi, Rio Grande do Sul, onde também cresceu. É filha de César Luís Sonza, agricultor, e Eliane Gerloff, professora de educação física; o casal separou-se em 2018. Sonza possui ascendência italiana e alemã, e tem dois irmãos, Fernando Umberto Gerloff e Sofia Gerloff Sonza, esta última nascida em 2013. Ela começou a cantar aos três anos de idade em casa, e ao constatarem o talento da filha, seus pais a levaram para cantar em festivais. Sua primeira aparição pública como cantora aconteceu em um festival de sua cidade, onde foi descoberta pelo músico Mino, proprietário da banda Sol Maior, que fazia apresentações em eventos como missas, casamentos e feiras. Em 2005, quando tinha sete anos de idade, fez um teste para ser uma das vocalistas do grupo, cantando "A Lenda", de Sandy & Junior. Ao ser aprovada, passou a realizar cerca de 21 a 26 por mês com a banda. Seus pais determinaram que ela deixasse a Sol Maior para estudar devido ao excesso de trabalho, o que ela recusou-se a fazer, acreditando que algum dia seu esforço seria recompensado. Sua saída aconteceu ao completar dezessete anos.
Em 2014, ganhou de presente de seu tio um celular, que usava para gravar vídeos cantando versões cover de canções de diversos artistas em voz e violão e publicá-los em sua conta no Instagram. Logo depois, decidiu criar um canal no YouTube, ao descobrir por algumas amigas o sucesso dos covers de outros cantores anônimos na plataforma, somado ao fato de seus seguidores pedirem vídeos maiores. Seu repertório era formado por sucessos do momento, bem como letras autorais que serviam como "músicas-resposta" a tais sucessos, e canções gospel. Seu trabalho na plataforma a fez ganhar reconhecimento na internet, passando a ser chamada pelo público como a "Rainha dos Covers". Sonza definiu seu trabalho no YouTube como não sendo uma paixão sua, mas que foi responsável por lhe dar a visibilidade que almejava. Em 2016, mudou-se para Santa Maria para cursar direito na Universidade Franciscana (UFN), tendo os estudos universitários como um "plano B"; ela desistiu do curso após apenas duas semanas e mudou-se para a capital Porto Alegre, onde morou por um ano, ao constatar que a "música começou a dar mais certo do que a faculdade".

### 2017–2019:Pandora

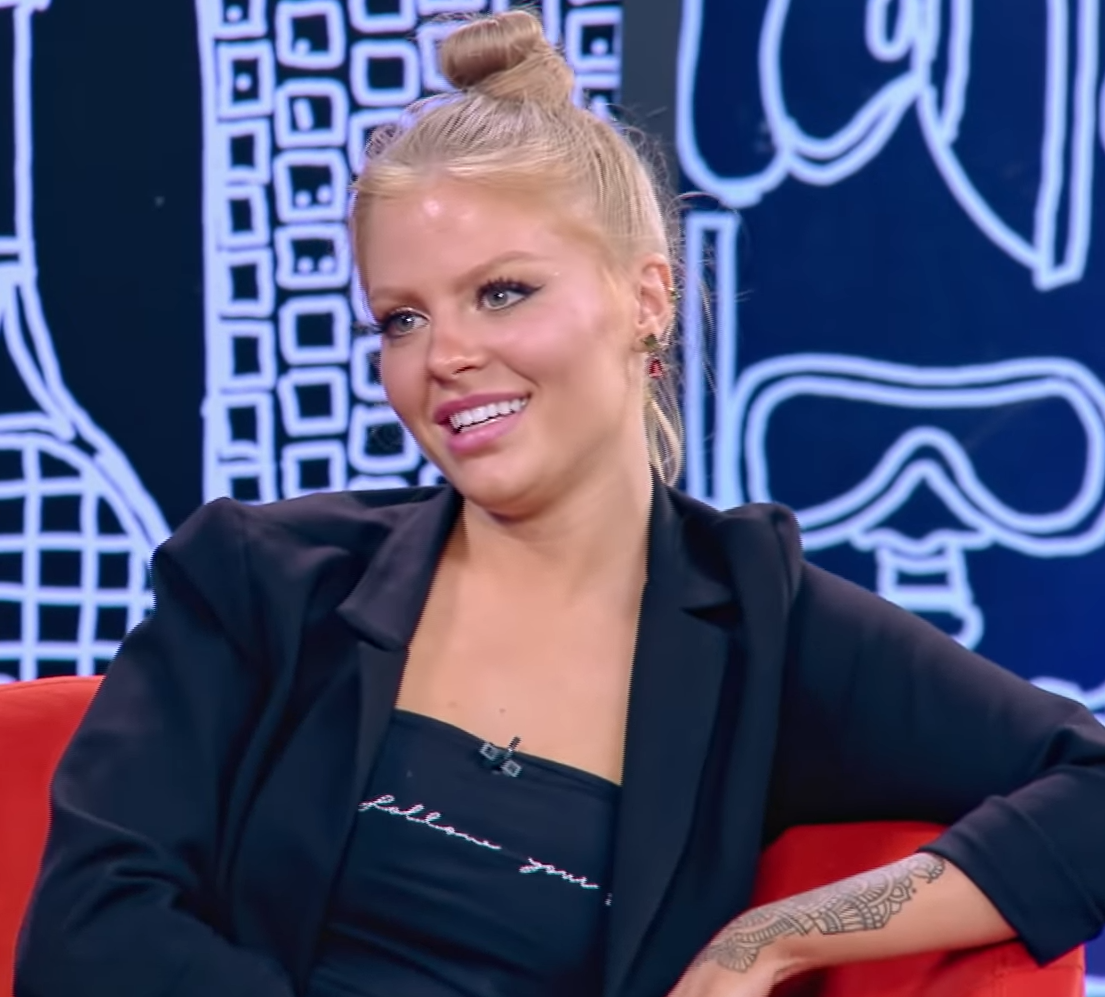
Sonza durante uma entrevista em 2019

Em 2017, Sonza assinou um contrato de gravação com a gravadora Universal Music Brasil e lançou sua primeira música autoral, intitulada "Good Vibes". Em julho, veio seu segundo single, intitulado "Olhos Castanhos", composta em homenagem ao seu então noivo Whindersson Nunes. As faixas foram incluídas em seu primeiro extended play (EP) auto-intitulado, lançado em outubro de 2017, que ainda gerou o single "Rebolar", bem como "Não Preciso de Você Pra Nada", com participação de Luan Santana. Em junho de 2018, Sonza fez sua estreia como atriz em uma participação especial como Julinha em um episódio da série Dra. Darci, produzida pelo Multishow. No próximo mês, foi lançado o single "Devagarinho", que se tornou a primeira canção da cantora a entrar no top 50 da plataforma de streaming Spotify Brasil. Em outubro daquele ano, ela foi convidada pelo autor Aguinaldo Silva para gravar a canção "Nunca Foi Sorte", escrita por ele para a trilha sonora da novela das nove O Sétimo Guardião, da TV Globo, e fazer uma participação especial na trama. No próximo mês, Sonza lançou o single "Boa Menina".
Em junho de 2019, Sonza lançou seu álbum de estreia Pandora, que foi lançado em conjunto com o single "Garupa", com participação de Pabllo Vittar. O álbum foi precedido pelo lançamento do primeiro single "Pior Que Possa Imaginar" em março. Pandora provou ser um sucesso comercial, alcançando 100 milhões de reproduções no Spotify Brasil em menos de três meses após seu lançamento, recebendo um certificado de platina da Pro-Música Brasil (PMB). Do álbum foram posteriormente lançados os singles "Fazendo Assim", com participação de Gaab, "Bomba Relógio", com participação de Vitão, e "Não Vou Mais Parar". Uma turnê para promover o álbum estreou em julho de 2019 em São Paulo. Ainda naquele ano, a cantora figurou como artista convidada nos singles "Cavalgada" de Heavy Baile, "Combatchy" de Anitta, "The Weekend" de PrettyMuch, e "Tudo de Bom" de PK. No âmbito televisivo, Sonza também apareceu na série do Multishow Os Roni, e figurou como participante da 16.ª temporada do reality show Dança dos Famosos.

### 2020–2022:Doce 22

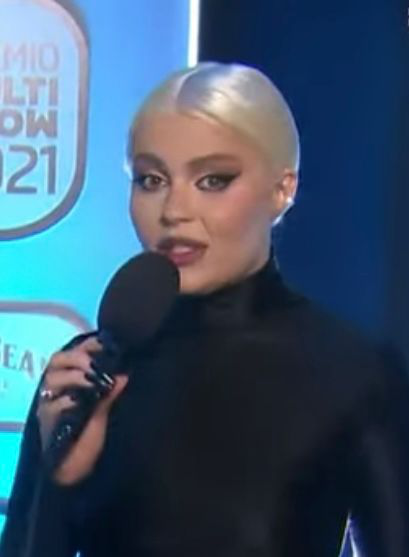
Sonza no tapete vermelho do Prêmio Multishow em 2021

Sonza iniciou o ano de 2020 com uma participação especial na novela Amor de Mãe, onde interpretou Mel. Em março, lançou o single "Braba", que tornou-se sua primeira música solo a alcançar o topo do Spotify Brasil. Dois meses depois, participou da canção "Não Vai Embora" do cantor Dilsinho. Três meses depois, Sonza fez parte do single "Flores" do cantor Vitão. Em julho, a artista lançou a faixa "Toma", que contou com participação do cantor MC Zaac. Entre outubro e dezembro de 2020, Sonza ainda foi artista convidada dos singles "Quebrar Seu Coração" de Lexa, "Século 21" de Léo Santana, "Friend de semana" de Danna Paola e Aitana, "Câncer" de Xamã, e "Quarto Andar" de As Baías. Ainda em dezembro, a cantora lançou o single "Modo Turbo", com participação de Pabllo Vittar e Anitta, usada como primeiro single de seu segundo álbum de estúdio Doce 22. Em fevereiro de 2021, lançou a canção "Cansar Você" com Thiaguinho, e também participou dos singles "Ain't Worried" de Bruno Martini, "Cry About It Later" de Katy Perry, "Tentação" de Carol Biazin, e "Atenção" de Pedro Sampaio.
Em junho de 2021, foi anunciado que em motivo de ataques excessivos à sua pessoa, Sonza se afastaria temporariamente das redes sociais, e que por essa razão, o lançamento de seu próximo álbum seria adiado. No próximo mês, retornou às redes para anunciar o lançamento de seu segundo álbum de estúdio, Doce 22, que foi lançado em 18 de julho, data em que completou 23 anos. O disco foi um sucesso comercial, alcançando mais de 1 bilhão de audições nas plataformas digitais em sete meses de lançamento, sendo reconhecido com um certificado de diamante pela PMB. As canções "VIP", em parceria com o rapper estadunidense 6lack, e "Melhor Sozinha" foram lançadas como singles no mesmo dia do lançamento do álbum. Mais três singles, "Fugitivos", em parceria com o cantor Jão, "Anaconda", em conjunto com Mariah Angeliq e "Café da Manhã", com a cantora Ludmilla, que não estavam disponíveis à época do lançamento do álbum, foram posteriormente liberados. Ainda, a faixa "Penhasco", apesar de não ter sido oficialmente lançada como single, tornou-se uma das mais bem sucedidas do disco. Para promover Doce 22, a artista apresentou o programa Prazer, Luísa, indo ao ar pelo Multishow em cinco episódios a partir de 7 de agosto de 2021.
No início de 2022, Sonza apareceu como artista convidada no remix da canção "Sentadona" do DJ Gabriel do Borel, que se tornou um sucesso em diversos países. Ela ainda foi apresentadora do reality show Queen Stars Brasil, produzido para o HBO Max, ao lado de Pabllo Vittar, e foi jurada convidada do programa The Masked Singer Brasil. Em junho, fez parte do projeto "Lud Session" de Ludmilla e do single "Hotel Caro" de Baco Exu do Blues. Após ser revelado que Sonza não renovaria seu contrato com a Universal Music, foi posteriormente anunciado que a cantora havia firmado contrato de gravação com a Sony Music Brasil, avaliado em US$ 20 milhões (cerca de R$ 100 milhões à época), com o intuito de investir em uma carreira internacional. Seu primeiro lançamento com a gravadora foi "Cachorrinhas", single lançado em julho que foi descrito como o encerramento de um período e de uma linguagem musical que usou desde o início de sua carreira. Em agosto, ela participou da canção "Coração Cigano" de Luan Santana, enquanto no próximo mês, iniciou a turnê O Conto dos Dois Mundos com uma apresentação na nona edição do festival Rock in Rio, e fez parte da 13ª edição do projeto "Poesia Acústica". Sonza encerrou o ano de 2022 ao lançar "Mama.cita (Hasta la Vista)", uma colaboração com Xamã.

### 2023–presente:Escândalo Íntimo

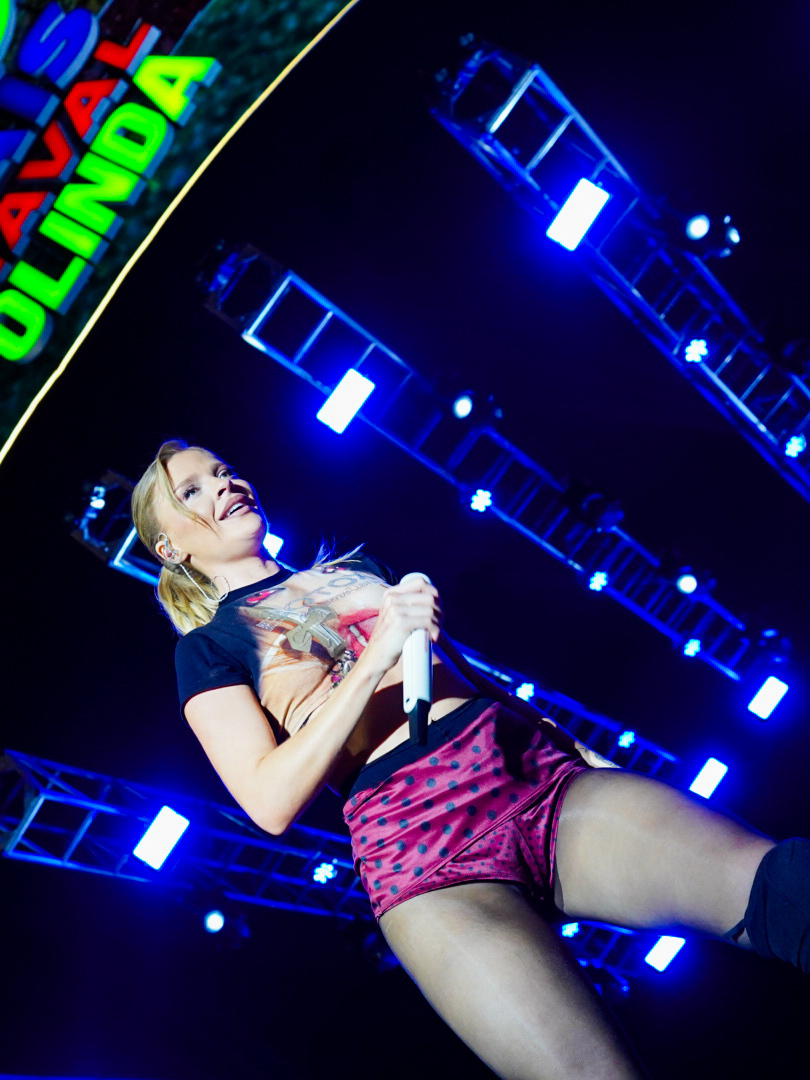
Sonza no Carnaval de Olinda (2025)

No início de 2023, Sonza apareceu como artista convidada nas canções "Deixa Eu Viver" de Mari Fernandez, "Posição de Ataque" de Papatinho e "Saudade" de Ferrugem. Em abril do mesmo ano, a Netflix Brasil anunciou a gravação de uma série documental com Sonza, que apresentará sua trajetória e vida pessoal em paralelo com os bastidores de seu novo álbum, que ainda não havia sido anunciado à época. Seu terceiro álbum de estúdio, intitulado Escândalo Íntimo, foi lançado em agosto de 2023. Após seu lançamento, o disco foi um sucesso em termos comerciais, acumulando mais de 15 milhões de reproduções no dia de seu lançamento no Spotify Brasil, tornando-se a maior estreia de um álbum por um artista brasileiro na plataforma. O trabalho gerou os singles "Campo de Morango" e "Principalmente Me Sinto Arrasada", além de ter participações dos artistas Demi Lovato, Marina Sena, Duda Beat e Baco Exu do Blues. Para promover Escândalo Íntimo, Sonza embarcou em uma turnê que teve início na primeira edição do festival The Town em São Paulo, em 3 de setembro. Três dias após o show, a série documental, intitulada Se Eu Fosse Luísa Sonza, foi anunciada para ser lançada em 13 de dezembro. Ainda para divulgação do álbum, foi lançado o single "La Muerte", ao lado da rapper dominicana Tokischa, após o lançamento do disco.
Em janeiro de 2024, foi revelado que a cantora receberá o prêmio Força Global na premiação Women in Music da revista americana Billboard que acontecerá em 6 de março, Dia Internacional da Mulher, em Los Angeles, EUA. Sonza é a primeira brasileira a ser homenageada no evento global. As quatro canções de seu álbum que ainda restavam, foram disponibilizadas em conjunto em 28 de maio. Em resposta às enchentes no Rio Grande do Sul, ela e o também cantor Pedro Sampaio idealizaram o concerto beneficente, intitulado "Festival Salve o Sul", para ajudar as famílias atingidas. Apenas com a venda dos ingressos, foi arrecadado 8,2 milhões de reais. Em agosto, foi revelado que Sonza foi confirmada como uma das convidadas do evento Billboard K Power 100 da revista Billboard Korea, sendo ela a representante do Brasil. Uma versão deluxe de seu álbum Escândalo Íntimo foi lançada em setembro.

## Imagem pública

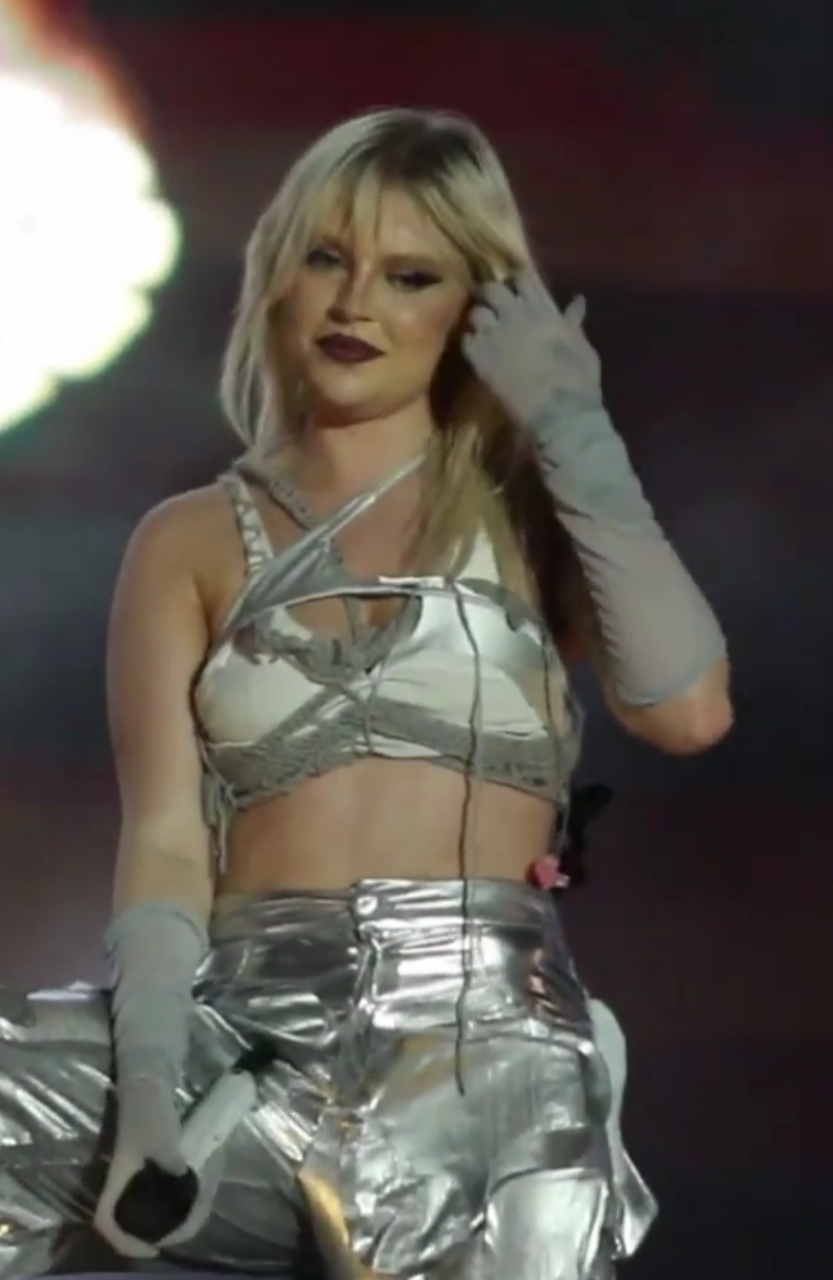
Sonza durante uma de suas apresentações, que envolvem coreografias complexas e com "bastante rebolado".

Desde sua ascensão ao estrelato, Sonza tem sido alvo de constantes ataques por parte do público nas ruas e nas redes sociais, tendo sido por várias vezes vítima da cultura do cancelamento. Na visão da psicanalista Kelida Marques, a artista se tornou um alvo fácil por representar a "figura da mulher empoderada e dona de si", e que tal representação "faz a sociedade doente, machista, misógina, colocar para fora todo o seu fel e leva a um comportamento doentio". Em uma ocasião, a cantora chegou a publicar vídeos em suas redes sociais nos quais aparecia em prantos, pedindo para que as ameaças e ataques contra sua pessoa cessassem. Em decorrência disso, ela anunciou em meados de 2021 que se afastaria de suas redes para cuidar de sua saúde mental. Em uma entrevista à Elle Brasil, Sonza definiu sua vida pública como "um eterno tribunal" e elaborou:

"Nunca quis expor a minha vida pessoal. Eu só queria trabalhar, fazer música, ter a liberdade de cantar [...] Eu faço música desde os 7 anos, nasci pra isso. Não quero ser atacada na rua, não quero ver meu caráter sendo reduzido a nada, não quero que minha família sofra diariamente [...] Ninguém deve pagar esse preço por viver o seu sonho".

Sua vida amorosa também tem sido objeto de discussão. Ao iniciar um relacionamento com o influenciador digital Whindersson Nunes no início de sua carreira como cantora, foi por vezes referida como "mulher do Whindersson". A cantora definiu o rótulo como a "coisa que mais me incomodou na vida", dizendo que "as pessoas apagaram tudo o que eu tinha feito, como se toda a minha carreira de cantora, os 12 anos cantando, sumiu", mas que isto serviu como motivação para ela continuar com seu trabalho. Ao anunciarem a separação em 2020, ela foi chamada de oportunista e aproveitadora pelo público, sendo acusada de ter usado o relacionamento para alavancar sua carreira como cantora e assim alcançar sucesso comercial. Meses depois, ao assumir o namoro com Vitão, ambos sofreram ataques intensos do público, que interpretaram que Sonza havia traído Nunes para ficar com Vitão. "Flores", dueto dos dois lançado pouco antes do anúncio do relacionamento, recebeu diversas críticas negativas pelas cenas sensuais em que apareciam juntos, poucos meses após o término com Nunes. A partir disso, a cantora decidiu não expor mais nenhum relacionamento amoroso.
O trabalho de Sonza, com letras que exaltam a sexualidade feminina e coreografias complexas que "envolvem bastante rebolado" em suas apresentações ao vivo e videoclipes, também tem sido alvo de escrutínio. Alguns críticos argumentam que esse tipo de conteúdo ajuda a endossar a objetificação do corpo feminino. A respeito disso, ela declarou: "É muito desvalorizado quando uma mulher fala sobre seu prazer. Eu não sou menos artista, pelo contrário, eu sou mais, e muito mais corajosa em falar sobre minha sexualidade, que nos tanto é tirado e motivo de vergonha". Sonza também chegou a comentar sobre músicas feitas por homens que abordam a temática do sexo com outras mulheres, mas não recebem comentários negativos como ela recebe. Ao analisar uma apresentação de Sonza durante um concerto onde dançava seminua em uma barra de pole dance, Marina Lourenço da Folha de S. Paulo escreveu que "seja por escolha genuína, pressão externa ou apenas interesse lucrativo, Sonza está frequentemente fetichizando o corpo" e que ela "pode até se enxergar como uma mulher livre, que manda e desmanda no próprio corpo, mas isso jamais anulará o fato de que ela vive numa sociedade que há séculos objetifica mulheres para fazer delas meros produtos rentáveis no mercado". A artista também recebeu críticas pela quantidade em que a palavra "raba" aparece em suas canções, ao que a cantora respondeu classificando tais comentários como "machismo burro e superficial". Após o lançamento do single "Campo de Morango", que exibiu cenas de alto teor sexual, Sonza perdeu cerca de 100 mil seguidores no Instagram.
Sua aparência também tem atraído atenção, com alguns comentários sugerindo que a cantora teria feito procedimentos estéticos malsucedidos ou fazendo citações depreciativas em relação ao seu corpo. O cirurgião plástico Érico Brasil avaliou que Sonza havia feito preenchimento labial, rinomodelação através da aplicação de ácido hialurônico, bem como aplicação do ácido na mandíbula, trazendo um aspecto de rosto mais quadrado. A artista admitiu ter feito apenas preenchimento nos lábios e atribuiu sua mudança de aparência como resultado de seu próprio envelhecimento, e declarou que não vê problema em intervenções cirúrgicas: "Não sou contra isso. Eu quero um dia quando precisar colocar botox, eu vou colocar", afirmando ainda que só não fez nenhuma cirurgia plástica pois se acha "muito perfeita" e gosta de sua aparência, mesmo com os comentários de seus detratores.
Em 2018, a revista IstoÉ Gente posicionou Sonza na 22.ª colocação na lista de "Mulheres mais Sexy do Ano", feita através de votação popular. Em 2020, a cantora foi incluída na lista "Under 30" da revista Forbes, que reuniu profissionais que foram destaque em suas áreas de atuação no Brasil no ano anterior, destacando como ela "traçou o plano de provar que era mais do que pensavam dela, em um momento em que aparecia na mídia mais pelo seu lado de influenciadora digital do que pela música".

### Publicidade
Ao longo de sua carreira, Sonza tem associado seu nome a diversas marcas. Em 2018, firmou parceria com a L'Oréal para apresentar um programa sobre beleza e estilo através do IGTV. Em novembro de 2020, a artista regravou juntamente com a cantora Lellê um jingle para a campanha de Natal da Coca-Cola daquele ano. Sonza também assinou uma linha de óculos juntamente com Pedro Sampaio para a Chilli Beans, bem como uma coleção de esmaltes junto à Dailus. A cantora também apareceu em peças publicitárias de empresas como C&A, Pandora, McDonald's, PamPam, Lojas Riachuelo e atuou como garota-propaganda para a Maybelline e Engov. Sonza também promoveu uma série de marcas em seus videoclipes, como Lojas Americanas, Netshoes, Avon, Trident e Hoteis.com.

### Acusação de racismo
Em 2019, Isabel Macedo, uma advogada negra, ajuizou uma ação no Tribunal de Justiça do Rio de Janeiro na qual acusava Sonza de prática de racismo contra ela, requerendo indenização por danos morais no valor de R$10 mil. Ela alegou que o caso teria ocorrido em setembro de 2018 durante sua comemoração de aniversário em uma pousada localizada em Fernando de Noronha, onde Sonza também estava se apresentando. Enquanto se dirigia ao banheiro, Macedo passou ao lado da artista, momento em que a cantora teria dado um tapa em seu braço e ordenado que ela lhe trouxesse um copo de água, em tom grosseiro, acreditando que a advogada fosse uma garçonete da pousada. Macedo, ao dizer que era na verdade uma cliente, questionou Sonza por qual motivo interpretou que ela fosse funcionária do local, momento em que a cantora "se esquivou". Além da indenização, a advogada postulou por uma retratação pública e a "fixação de cartazes informativos sobre a proibição de práticas racistas" no local onde o evento teria acontecido, a título de medida educativa.
Em setembro de 2020, após o caso ser exposto na mídia, Sonza se pronunciou através de sua conta no Twitter, inicialmente negando as acusações e pedindo para que seus seguidores não acreditassem na história. O caso ganhou nova repercussão em setembro de 2022, quando o apresentador Danilo Gentili acusou a imprensa de estar propositalmente "ignorando" a polêmica envolvendo Sonza. Em outubro, Sonza usou novamente seu Twitter para publicar uma retratação admitindo seu ato e pedindo desculpas publicamente à advogada: "A maneira com que me dirigi a sra. Isabel traduziu um ato de reprodução do racismo estrutural, o que de maneira nenhuma foi a minha intenção". A cantora também escreveu que iria solicitar uma audiência especial para aceitar os pedidos feitos por Macedo no processo, e que buscaria entrar em acordo com ela. Sonza também publicou uma série de vídeos em seu Instagram, pedindo novamente desculpas à postulante e a quem se sentiu ofendido com o caso. Em setembro de 2023, foi revelado que um acordo havia sido feito entre as partes, acarretando no arquivamento da ação.

## Características musicais

### Estilo musical
"Eu sou uma cantora pop e vou explorar todos os meus estilos. Não quero me limitar a uma única coisa [...]. Vou cantar de tudo. Eu vou mostrar todos os meus lados pra vocês. Sou um pouco de cada".

— Luísa Sonza
Sonza possui um tipo vocal classificado como soprano. Durante sua carreira, ela tem sido reconhecida por gravar canções com letras que tratam sobre o empoderamento feminino, resultado da formação baseada em igualdade de gênero que recebeu de sua família, bem como letras sobre sexo e amor. Descrita como uma artista pop, Sonza transita entre diversos estilos musicais. Seu primeiro EP auto-intitulado consistia em faixas folk com "vibe super romântica", bem como outras canções dançantes. Ela posteriormente abandonaria as canções românticas e passaria a explorar cada vez mais músicas dançantes em sua carreira. Ao se aproximar de gêneros mais dançantes, Sonza se viu saindo de sua zona de conforto, explicando a decisão de se afastar de seus gêneros preferidos para "encontrar que não necessariamente a coisa que você mais gosta, na pessoa física, é o que mais a sua pessoa jurídica se identifica".
Seu primeiro álbum de estúdio, Pandora, foi definido como um disco "pop sem maquiagem e inspirado na música soul", tendo a intenção de se alinhar à onda de sucessos "menos super produzidos e eletrônicos" da época. O álbum também foi descrito como uma divisão entre o pop mais simples do início de sua carreira, e do pop de músicas que "pareciam criadas pensando apenas em aulas de fitdance". O disco seguinte, Doce 22, apresentou duas partes, com a primeira investindo "na ousadia, na sensualidade e na essência dançante" recorrente em sua discografia, e o segundo se mostrando "mais sensível e melódico, vulnerável e intimista"; ele foi musicalmente definido como uma viagem do pop ao funk, com presença da música sertaneja, blues e música gaúcha. O terceiro álbum de Sonza, Escândalo Íntimo, foi classificado como um álbum conceitual que mostrou a versatilidade da artista "ao passar do rock ao funk, da lentidão à rapidez". O disco segue a mesma linha de Doce 22 ao apresentar diversos gêneros, como ritmos regionais gaúchos, sertanejo raiz, samba e bossa nova, bem como hyperpop.

### Influências
As primeiras referências musicais de Sonza foram o blues, rock e MPB por cantar tais gêneros durante a infância, citando o primeiro como seu gênero favorito; ela descreve tais influências como "totalmente diferente[s]" da forma como ela iniciou sua carreira na música pop. Por cantar diversos gêneros desde a infância, o grupo de artistas que influenciou a artista ao longo de sua carreira também é diverso. Uma de suas referências é o grupo The Beatles, descrito por Sonza como sua banda favorita, cujo trabalho já foi usado como fonte de inspiração para um de seus videoclipes. A cantora também declarou ter Rita Lee como uma grande influência como artista, tendo crescido escutando e cantando suas músicas, definindo-a como "uma mulher à frente do seu tempo, transgressora" e uma das primeiras artistas brasileiras a "levantar questões na época que eram pouco abordadas, ou que muitas vezes não eram bem vistas na boca de mulheres". Antes de seu falecimento, Lee reconheceu Sonza como uma das "artistas da nova geração".
Para ela, outra influência importante foi a cantora Rihanna, declarando que "a performance dela é parecida com meu jeito. Não sou muito menininha, apesar de parecer. Nisso fico um pouco deslocada das outras cantoras". Sonza também citou as cantoras norte-americanas Britney Spears, Christina Aguilera e Beyoncé, bem como o cantor canadense Justin Bieber, como referências musicais para seu trabalho. Ela mencionou se identificar com a história de vida de Spears pelo fato de ambas terem sofrido com a pressão da mídia e com mentiras inventadas sobre elas, bem como semelhanças em seus relacionamentos amorosos. Sonza usou como referência uma sessão de fotos de Spears, bem como o álbum Stripped (2002) de Aguilera, a quem certa vez se referiu como "rainha" e confessou amá-la, para compor a estética visual de Doce 22. O grupo RBD e as cantoras Sandy e Elis Regina também foram fonte de inspiração para trabalhos da cantora. Ainda, Sonza declarou ter Anitta e Pabllo Vittar como referências para sua carreira, uma vez que são "artistas que estão levando o Brasil para o mundo" e que abrem portas para outros artistas brasileiros.

## Outros empreendimentos
Em maio de 2023, Sonza tornou-se sócia de uma filial do restaurante Altar, de propriedade da chef de cozinha Dona Carmem Virgínia, localizado na Vila Madalena em São Paulo.

## Prêmios e indicações
Durante sua carreira, Sonza venceu diversos prêmios, incluindo dois Prêmios Multishow de Música Brasileira, um Prêmio Jovem Brasileiro, dois Prêmios Rádio Globo Quem e três MTV Millennial Awards Brasil. Ela também foi indicada a dois MTV Europe Music Awards e a um Grammy Latino pelo álbum Doce 22.

## Vida pessoal
Sonza é abertamente bissexual. A cantora também revelou que não pretende ser mãe, mas que caso algum dia seja, optará por ter filhos adotivos. É torcedora do time de futebol Sport Club Internacional, de quem tornou-se cônsul cultural em 2022.

### Relacionamentos
Em março de 2016, Sonza iniciou um namoro com o influenciador digital Whindersson Nunes. Em março de 2017 os dois ficaram noivos, e em fevereiro de 2018, casaram-se em uma cerimônia civil e religiosa realizada para 350 convidados, na Capela dos Milagres, localizada na Rota Ecológica dos Milagres, na cidade de São Miguel dos Milagres, Alagoas. O casal vivia em uma mansão em São Paulo até anunciar o fim do casamento em abril de 2020. Em setembro do mesmo ano, Luísa assumiu namoro com o cantor Vitão. Em agosto de 2021, Sonza confirmou o fim do relacionamento, motivado pelos diversos ataques que o casal recebia nas redes sociais. Ela namorou o influenciador digital Francisco Veiga de julho a setembro de 2023.Desde março de 2024 namora o médico cirurgião plástico português Luís Ribeirinho.

## Discografia
- Pandora (2019)
- Doce 22 (2021)
- Escândalo Íntimo (2023)

## Turnês
| Oficiais - Turnê Pandora (2019–2020) - Turnê Doce 22 (2021–2022) - Turnê O Conto dos Dois Mundos (2022–2023) - Turnê Escândalo Íntimo (2023–2025) | Promocionais - Baile da Anaconda (2022) - Baile da Braba (2022) Blocos carnavalescos - Bloco Modo Surto (2023; 2025-atual) |

## Filmografia

### Televisão
| Ano  | Título                   | Cargo / Personagem         | Notas                                     | Ref.    |
| ---- | ------------------------ | -------------------------- | ----------------------------------------- | ------- |
| 2018 | Dra. Darci               | Julinha                    | Episódio: "Menina Gênio"                  | [ 192 ] |
| 2019 | Os Roni                  | Rosinha                    | Episódio: "O Show Tem Que Continuar"      | [ 193 ] |
| 2019 | Dança dos Famosos        | Participante (6º lugar)    | Temporada 16                              | [ 194 ] |
| 2020 | Amor de Mãe              | Mel                        | Episódios: "29 de janeiro-2 de fevereiro" | [ 195 ] |
| 2020 | Anitta: Made in Honório  | Ela mesma                  |                                           |         |
| 2021 | Prazer, Luísa            | Apresentadora              |                                           | [ 68 ]  |
| 2022 | Queen Stars Brasil       | Apresentadora              |                                           | [ 196 ] |
| 2023 | Se Eu Fosse Luísa Sonza  | Ela mesma                  |                                           | [ 197 ] |
| 2024 | The Masked Singer Brasil | Participante ("Guerreira") | Temporada 4                               |         |

### Web / internet
| Ano  | Título                     | Personagem  | Canal   |
| ---- | -------------------------- | ----------- | ------- |
| 2024 | Escândalo Íntimo - O Filme | "Ela mesma" | YouTube |

### Vídeos musicais
| Ano  | Título                   | Artista                        | Ref.    |
| ---- | ------------------------ | ------------------------------ | ------- |
| 2018 | "Paga de Solteiro Feliz" | Simone & Simaria, Alok         | [ 198 ] |
| 2019 | "Mi Persona Favorita"    | Alejandro Sanz, Camila Cabello | [ 199 ] |
| 2020 | "Contigo"                | Danna Paola                    | [ 200 ] |
| 2021 | "Ni Una Más"             | Aitana                         | [ 201 ] |